# Tour d'Oman 2024
El Tour d'Oman 2024 fou la tretzena edició del Tour d'Oman. La cursa es va disputar en cinc etapes entre el 10 i el 14 de febrer de 2024, amb un total de 603,9 km disputats. La cursa formava part de l'UCI ProSeries 2024, amb una categoria 2.Pro.
El vencedor final fou el britànic Adam Yates (UAE Team Emirates), que s'imposà a Jan Hirt (Soudal Quick-Step) i Finn Fisher-Black (UAE Team Emirates), segon i tercer respectivament.

## Equips participants
L'organització convidà a 17 equips a prendre part en aquesta cursa.
| WorldTeams (9)- Arkéa-B&B Hotels - Astana Qazaqstan Team - Bora-Hansgrohe - Cofidis - Intermarché-Wanty - Soudal Quick-Step - Team dsm-firmenich PostNL - Team Jayco AlUla - UAE Team Emirates ProTeams (4)- Burgos-BH - Equipo Kern Pharma - Lotto Dstny - Uno-X Mobility Equips continentals (3)- JCL Team Ukyo - Roojai Insurance - Terengganu Cycling Team Equip nacional- Oman |
| |

## Etapes
| Etapa    | Data      | Ciutats d'etapa                                    | type                    | Distància (km) | Desnivell (m) | Vencedor de l'etapa | Líder de la general |
| -------- | --------- | -------------------------------------------------- | ----------------------- | -------------- | ------------- | ------------------- | ------------------- |
| 1a etapa | 10 de feb | Manah – Centre de Convencions i Exposicions d'Oman | etapa plana             | 181,5          | 907 m         | Caleb Ewan          | Caleb Ewan          |
| 2a etapa | 11 de feb | Sifah – Qurayyat                                   | etapa accidentada       | 170,4          | 2.154 m       | Finn Fisher-Black   | Finn Fisher-Black   |
| 3a etapa | 12 de feb | Jardí Naseem – Al Bustan                           | etapa accidentada       | 76             | 567 m         | Paul Magnier        | Luke Lamperti       |
| 4a etapa | 13 de feb | Fanja – Yitti Hills                                | etapa accidentada       | 104            | 1.222 m       | Amaury Capiot       | Finn Fisher-Black   |
| 5a etapa | 14 de feb | Samā'il – Jebel Akhdar                             | etapa de mitja muntanya | 72             | 1.178 m       | Adam Yates          | Adam Yates          |

### Etapa 1
| \| Classificació de l'etapa \| Classificació de l'etapa \| Classificació de l'etapa \| Classificació de l'etapa \| Classificació de l'etapa \| \| Corredor \| Corredor \| Equip \| Temps \| \| \| ------------------------ \| ------------------------ \| ------------------------- \| ------------------------ \| ------------------------ \| \| 1r \| Caleb Ewan \| Team Jayco AlUla \| 4h 23' 28" \| \| \| 2n \| Bryan Coquard \| Cofidis \| + 0" \| \| \| 3r \| Alexander Kristoff \| Uno-X Mobility \| + 0" \| \| \| 4t \| Gleb Syrica \| Astana Qazaqstan Team \| + 0" \| \| \| 5è \| Paul Magnier \| Soudal Quick-Step \| + 0" \| \| \| 6è \| Amaury Capiot \| Arkéa-B&B Hotels \| + 0" \| \| \| 7è \| Dries De Pooter \| Intermarché-Wanty \| + 0" \| \| \| 8è \| Matteo Malucelli \| JCLTeam Ukyo \| + 0" \| \| \| 9è \| Marc Brustenga Masagué \| Equipo Kern Pharma \| + 0" \| \| \| 10è \| Fabio Jakobsen \| Team dsm-firmenich PostNL \| + 0" \| \| |                        |                           |            |
| |                        |                           |            |
| Font: ProCyclingStats |                        |                           |            |
| Classificació de l'etapa |                        |                           |            |
| Corredor | Corredor               | Equip                     | Temps      |
| 1r | Caleb Ewan             | Team Jayco AlUla          | 4h 23' 28" |
| 2n | Bryan Coquard          | Cofidis                   | + 0"       |
| 3r | Alexander Kristoff     | Uno-X Mobility            | + 0"       |
| 4t | Gleb Syrica            | Astana Qazaqstan Team     | + 0"       |
| 5è | Paul Magnier           | Soudal Quick-Step         | + 0"       |
| 6è | Amaury Capiot          | Arkéa-B&B Hotels          | + 0"       |
| 7è | Dries De Pooter        | Intermarché-Wanty         | + 0"       |
| 8è | Matteo Malucelli       | JCLTeam Ukyo              | + 0"       |
| 9è | Marc Brustenga Masagué | Equipo Kern Pharma        | + 0"       |
| 10è | Fabio Jakobsen         | Team dsm-firmenich PostNL | + 0"       |

| \| Classificació general \| Classificació general \| Classificació general \| Classificació general \| Classificació general \| \| Corredor \| Corredor \| Equip \| Temps \| \| \| --------------------- \| ---------------------- \| --------------------- \| --------------------- \| --------------------- \| \| 1r \| Caleb Ewan \| Team Jayco AlUla \| 4h 23' 18" \| \| \| 2n \| Bryan Coquard \| Cofidis \| + 4" \| \| \| 3r \| Óscar Pelegrí \| Burgos-BH \| + 5" \| \| \| 4t \| Polikhronis Tzortzakis \| Roojai Insurance \| + 5" \| \| \| 5è \| Alexander Kristoff \| Uno-X Mobility \| + 6" \| \| \| 6è \| Gleb Syrica \| Astana Qazaqstan Team \| + 10" \| \| \| 7è \| Paul Magnier \| Soudal Quick-Step \| + 10" \| \| \| 8è \| Amaury Capiot \| Arkéa-B&B Hotels \| + 10" \| \| \| 9è \| Dries De Pooter \| Intermarché-Wanty \| + 10" \| \| \| 10è \| Matteo Malucelli \| JCLTeam Ukyo \| + 10" \| \| |                        |                       |            |
| |                        |                       |            |
| Font: ProCyclingStats |                        |                       |            |
| Classificació general |                        |                       |            |
| Corredor | Corredor               | Equip                 | Temps      |
| 1r | Caleb Ewan             | Team Jayco AlUla      | 4h 23' 18" |
| 2n | Bryan Coquard          | Cofidis               | + 4"       |
| 3r | Óscar Pelegrí          | Burgos-BH             | + 5"       |
| 4t | Polikhronis Tzortzakis | Roojai Insurance      | + 5"       |
| 5è | Alexander Kristoff     | Uno-X Mobility        | + 6"       |
| 6è | Gleb Syrica            | Astana Qazaqstan Team | + 10"      |
| 7è | Paul Magnier           | Soudal Quick-Step     | + 10"      |
| 8è | Amaury Capiot          | Arkéa-B&B Hotels      | + 10"      |
| 9è | Dries De Pooter        | Intermarché-Wanty     | + 10"      |
| 10è | Matteo Malucelli       | JCLTeam Ukyo          | + 10"      |

### Etapa 2
| \| Classificació de l'etapa \| Classificació de l'etapa \| Classificació de l'etapa \| Classificació de l'etapa \| Classificació de l'etapa \| \| Corredor \| Corredor \| Equip \| Temps \| \| \| ------------------------ \| ------------------------ \| ------------------------ \| ------------------------ \| ------------------------ \| \| 1r \| Finn Fisher-Black \| UAE Team Emirates \| 4h 04' 04" \| \| \| 2n \| Luke Lamperti \| Soudal Quick-Step \| + 2" \| \| \| 3r \| Diego Ulissi \| UAE Team Emirates \| + 2" \| \| \| 4t \| Anthon Charmig \| Astana Qazaqstan Team \| + 2" \| \| \| 5è \| Roger Adrià Oliveras \| Bora-Hansgrohe \| + 2" \| \| \| 6è \| Adam Yates \| UAE Team Emirates \| + 2" \| \| \| 7è \| Mauri Vansevenant \| Soudal Quick-Step \| + 2" \| \| \| 8è \| Jenno Berckmoes \| Lotto Dstny \| + 2" \| \| \| 9è \| Alessandro Verre \| Arkéa-B&B Hotels \| + 6" \| \| \| 10è \| Davide De Pretto \| Team Jayco AlUla \| + 6" \| \| |                      |                       |            |
| |                      |                       |            |
| Font: ProCyclingStats |                      |                       |            |
| Classificació de l'etapa |                      |                       |            |
| Corredor | Corredor             | Equip                 | Temps      |
| 1r | Finn Fisher-Black    | UAE Team Emirates     | 4h 04' 04" |
| 2n | Luke Lamperti        | Soudal Quick-Step     | + 2"       |
| 3r | Diego Ulissi         | UAE Team Emirates     | + 2"       |
| 4t | Anthon Charmig       | Astana Qazaqstan Team | + 2"       |
| 5è | Roger Adrià Oliveras | Bora-Hansgrohe        | + 2"       |
| 6è | Adam Yates           | UAE Team Emirates     | + 2"       |
| 7è | Mauri Vansevenant    | Soudal Quick-Step     | + 2"       |
| 8è | Jenno Berckmoes      | Lotto Dstny           | + 2"       |
| 9è | Alessandro Verre     | Arkéa-B&B Hotels      | + 6"       |
| 10è | Davide De Pretto     | Team Jayco AlUla      | + 6"       |

| \| Classificació general \| Classificació general \| Classificació general \| Classificació general \| Classificació general \| \| Corredor \| Corredor \| Equip \| Temps \| \| \| --------------------- \| --------------------- \| --------------------- \| --------------------- \| --------------------- \| \| 1r \| Finn Fisher-Black \| UAE Team Emirates \| 8h 27' 22" \| \| \| 2n \| Luke Lamperti \| Soudal Quick-Step \| + 6" \| \| \| 3r \| Diego Ulissi \| UAE Team Emirates \| + 8" \| \| \| 4t \| Roger Adrià Oliveras \| Bora-Hansgrohe \| + 12" \| \| \| 5è \| Anthon Charmig \| Astana Qazaqstan Team \| + 12" \| \| \| 6è \| Adam Yates \| UAE Team Emirates \| + 12" \| \| \| 7è \| Jenno Berckmoes \| Lotto Dstny \| + 12" \| \| \| 8è \| Mauri Vansevenant \| Soudal Quick-Step \| + 12" \| \| \| 9è \| Ben Zwiehoff \| Bora-Hansgrohe \| + 16" \| \| \| 10è \| Thomas Pesenti \| JCLTeam Ukyo \| + 16" \| \| |                      |                       |            |
| |                      |                       |            |
| Font: ProCyclingStats |                      |                       |            |
| Classificació general |                      |                       |            |
| Corredor | Corredor             | Equip                 | Temps      |
| 1r | Finn Fisher-Black    | UAE Team Emirates     | 8h 27' 22" |
| 2n | Luke Lamperti        | Soudal Quick-Step     | + 6"       |
| 3r | Diego Ulissi         | UAE Team Emirates     | + 8"       |
| 4t | Roger Adrià Oliveras | Bora-Hansgrohe        | + 12"      |
| 5è | Anthon Charmig       | Astana Qazaqstan Team | + 12"      |
| 6è | Adam Yates           | UAE Team Emirates     | + 12"      |
| 7è | Jenno Berckmoes      | Lotto Dstny           | + 12"      |
| 8è | Mauri Vansevenant    | Soudal Quick-Step     | + 12"      |
| 9è | Ben Zwiehoff         | Bora-Hansgrohe        | + 16"      |
| 10è | Thomas Pesenti       | JCLTeam Ukyo          | + 16"      |

### Etapa 3
| \| Classificació de l'etapa \| Classificació de l'etapa \| Classificació de l'etapa \| Classificació de l'etapa \| Classificació de l'etapa \| \| Corredor \| Corredor \| Equip \| Temps \| \| \| ------------------------ \| ------------------------ \| ------------------------ \| ------------------------ \| ------------------------ \| \| 1r \| Paul Magnier \| Soudal Quick-Step \| 1h 47' 54" \| \| \| 2n \| Luke Lamperti \| Soudal Quick-Step \| + 0" \| \| \| 3r \| Bryan Coquard \| Cofidis \| + 0" \| \| \| 4t \| Dries De Pooter \| Intermarché-Wanty \| + 0" \| \| \| 5è \| Roger Adrià Oliveras \| Bora-Hansgrohe \| + 0" \| \| \| 6è \| Ievgueni Guiditx \| Astana Qazaqstan Team \| + 0" \| \| \| 7è \| Jenno Berckmoes \| Lotto Dstny \| + 0" \| \| \| 8è \| Lionel Taminiaux \| Lotto Dstny \| + 0" \| \| \| 9è \| Alexander Kristoff \| Uno-X Mobility \| + 0" \| \| \| 10è \| Finn Fisher-Black \| UAE Team Emirates \| + 0" \| \| |                      |                       |            |
| |                      |                       |            |
| Font: ProCyclingStats |                      |                       |            |
| Classificació de l'etapa |                      |                       |            |
| Corredor | Corredor             | Equip                 | Temps      |
| 1r | Paul Magnier         | Soudal Quick-Step     | 1h 47' 54" |
| 2n | Luke Lamperti        | Soudal Quick-Step     | + 0"       |
| 3r | Bryan Coquard        | Cofidis               | + 0"       |
| 4t | Dries De Pooter      | Intermarché-Wanty     | + 0"       |
| 5è | Roger Adrià Oliveras | Bora-Hansgrohe        | + 0"       |
| 6è | Ievgueni Guiditx     | Astana Qazaqstan Team | + 0"       |
| 7è | Jenno Berckmoes      | Lotto Dstny           | + 0"       |
| 8è | Lionel Taminiaux     | Lotto Dstny           | + 0"       |
| 9è | Alexander Kristoff   | Uno-X Mobility        | + 0"       |
| 10è | Finn Fisher-Black    | UAE Team Emirates     | + 0"       |

| \| Classificació general \| Classificació general \| Classificació general \| Classificació general \| Classificació general \| \| Corredor \| Corredor \| Equip \| Temps \| \| \| --------------------- \| --------------------- \| --------------------- \| --------------------- \| --------------------- \| \| 1r \| Luke Lamperti \| Soudal Quick-Step \| 10h 15' 16" \| \| \| 2n \| Finn Fisher-Black \| UAE Team Emirates \| + 0" \| \| \| 3r \| Diego Ulissi \| UAE Team Emirates \| + 8" \| \| \| 4t \| Roger Adrià Oliveras \| Bora-Hansgrohe \| + 12" \| \| \| 5è \| Jenno Berckmoes \| Lotto Dstny \| + 12" \| \| \| 6è \| Adam Yates \| UAE Team Emirates \| + 12" \| \| \| 7è \| Anthon Charmig \| Astana Qazaqstan Team \| + 12" \| \| \| 8è \| Mauri Vansevenant \| Soudal Quick-Step \| + 12" \| \| \| 9è \| Ben Zwiehoff \| Bora-Hansgrohe \| + 16" \| \| \| 10è \| Thomas Pesenti \| JCLTeam Ukyo \| + 16" \| \| |                      |                       |             |
| |                      |                       |             |
| Font: ProCyclingStats |                      |                       |             |
| Classificació general |                      |                       |             |
| Corredor | Corredor             | Equip                 | Temps       |
| 1r | Luke Lamperti        | Soudal Quick-Step     | 10h 15' 16" |
| 2n | Finn Fisher-Black    | UAE Team Emirates     | + 0"        |
| 3r | Diego Ulissi         | UAE Team Emirates     | + 8"        |
| 4t | Roger Adrià Oliveras | Bora-Hansgrohe        | + 12"       |
| 5è | Jenno Berckmoes      | Lotto Dstny           | + 12"       |
| 6è | Adam Yates           | UAE Team Emirates     | + 12"       |
| 7è | Anthon Charmig       | Astana Qazaqstan Team | + 12"       |
| 8è | Mauri Vansevenant    | Soudal Quick-Step     | + 12"       |
| 9è | Ben Zwiehoff         | Bora-Hansgrohe        | + 16"       |
| 10è | Thomas Pesenti       | JCLTeam Ukyo          | + 16"       |

### Etapa 4
| \| Classificació de l'etapa \| Classificació de l'etapa \| Classificació de l'etapa \| Classificació de l'etapa \| Classificació de l'etapa \| \| Corredor \| Corredor \| Equip \| Temps \| \| \| ------------------------ \| ------------------------- \| ------------------------ \| ------------------------ \| ------------------------ \| \| 1r \| Amaury Capiot \| Arkéa-B&B Hotels \| 2h 17' 35" \| \| \| 2n \| Ide Schelling \| Astana Qazaqstan Team \| + 0" \| \| \| 3r \| Davide De Pretto \| Team Jayco AlUla \| + 0" \| \| \| 4t \| Jesús Herrada López \| Cofidis \| + 0" \| \| \| 5è \| Lorenzo Rota \| Intermarché-Wanty \| + 0" \| \| \| 6è \| Roger Adrià Oliveras \| Bora-Hansgrohe \| + 0" \| \| \| 7è \| Thomas Pesenti \| JCLTeam Ukyo \| + 0" \| \| \| 8è \| Cristián Rodríguez Martín \| Arkéa-B&B Hotels \| + 0" \| \| \| 9è \| Iván Cobo \| Equipo Kern Pharma \| + 0" \| \| \| 10è \| Ben Zwiehoff \| Bora-Hansgrohe \| + 0" \| \| |                           |                       |            |
| |                           |                       |            |
| Font: ProCyclingStats |                           |                       |            |
| Classificació de l'etapa |                           |                       |            |
| Corredor | Corredor                  | Equip                 | Temps      |
| 1r | Amaury Capiot             | Arkéa-B&B Hotels      | 2h 17' 35" |
| 2n | Ide Schelling             | Astana Qazaqstan Team | + 0"       |
| 3r | Davide De Pretto          | Team Jayco AlUla      | + 0"       |
| 4t | Jesús Herrada López       | Cofidis               | + 0"       |
| 5è | Lorenzo Rota              | Intermarché-Wanty     | + 0"       |
| 6è | Roger Adrià Oliveras      | Bora-Hansgrohe        | + 0"       |
| 7è | Thomas Pesenti            | JCLTeam Ukyo          | + 0"       |
| 8è | Cristián Rodríguez Martín | Arkéa-B&B Hotels      | + 0"       |
| 9è | Iván Cobo                 | Equipo Kern Pharma    | + 0"       |
| 10è | Ben Zwiehoff              | Bora-Hansgrohe        | + 0"       |

| \| Classificació general \| Classificació general \| Classificació general \| Classificació general \| Classificació general \| \| Corredor \| Corredor \| Equip \| Temps \| \| \| --------------------- \| --------------------- \| --------------------- \| --------------------- \| --------------------- \| \| 1r \| Finn Fisher-Black \| UAE Team Emirates \| 12h 32' 48" \| \| \| 2n \| Luke Lamperti \| Soudal Quick-Step \| + 3" \| \| \| 3r \| Diego Ulissi \| UAE Team Emirates \| + 9" \| \| \| 4t \| Anthon Charmig \| Astana Qazaqstan Team \| + 14" \| \| \| 5è \| Roger Adrià Oliveras \| Bora-Hansgrohe \| + 15" \| \| \| 6è \| Jenno Berckmoes \| Lotto Dstny \| + 15" \| \| \| 7è \| Davide De Pretto \| Team Jayco AlUla \| + 15" \| \| \| 8è \| Adam Yates \| UAE Team Emirates \| + 15" \| \| \| 9è \| Mauri Vansevenant \| Soudal Quick-Step \| + 15" \| \| \| 10è \| Ben Zwiehoff \| Bora-Hansgrohe \| + 19" \| \| |                      |                       |             |
| |                      |                       |             |
| Font: ProCyclingStats |                      |                       |             |
| Classificació general |                      |                       |             |
| Corredor | Corredor             | Equip                 | Temps       |
| 1r | Finn Fisher-Black    | UAE Team Emirates     | 12h 32' 48" |
| 2n | Luke Lamperti        | Soudal Quick-Step     | + 3"        |
| 3r | Diego Ulissi         | UAE Team Emirates     | + 9"        |
| 4t | Anthon Charmig       | Astana Qazaqstan Team | + 14"       |
| 5è | Roger Adrià Oliveras | Bora-Hansgrohe        | + 15"       |
| 6è | Jenno Berckmoes      | Lotto Dstny           | + 15"       |
| 7è | Davide De Pretto     | Team Jayco AlUla      | + 15"       |
| 8è | Adam Yates           | UAE Team Emirates     | + 15"       |
| 9è | Mauri Vansevenant    | Soudal Quick-Step     | + 15"       |
| 10è | Ben Zwiehoff         | Bora-Hansgrohe        | + 19"       |

### Etapa 5
| \| Classificació de l'etapa \| Classificació de l'etapa \| Classificació de l'etapa \| Classificació de l'etapa \| Classificació de l'etapa \| \| Corredor \| Corredor \| Equip \| Temps \| \| \| ------------------------ \| ------------------------- \| ------------------------- \| ------------------------ \| ------------------------ \| \| 1r \| Adam Yates \| UAE Team Emirates \| 1h 49' 37" \| \| \| 2n \| Jan Hirt \| Soudal Quick-Step \| + 11" \| \| \| 3r \| Huub Artz \| Intermarché-Wanty \| + 29" \| \| \| 4t \| Cristián Rodríguez Martín \| Arkéa-B&B Hotels \| + 34" \| \| \| 5è \| Diego Ulissi \| UAE Team Emirates \| + 40" \| \| \| 6è \| Finn Fisher-Black \| UAE Team Emirates \| + 44" \| \| \| 7è \| Warren Barguil \| Team dsm-firmenich PostNL \| + 1' 01" \| \| \| 8è \| Mauri Vansevenant \| Soudal Quick-Step \| + 1' 06" \| \| \| 9è \| Johannes Kulset \| Uno-X Mobility \| + 1' 10" \| \| \| 10è \| Iván Cobo \| Equipo Kern Pharma \| + 1' 13" \| \| |                           |                           |            |
| |                           |                           |            |
| Font: ProCyclingStats |                           |                           |            |
| Classificació de l'etapa |                           |                           |            |
| Corredor | Corredor                  | Equip                     | Temps      |
| 1r | Adam Yates                | UAE Team Emirates         | 1h 49' 37" |
| 2n | Jan Hirt                  | Soudal Quick-Step         | + 11"      |
| 3r | Huub Artz                 | Intermarché-Wanty         | + 29"      |
| 4t | Cristián Rodríguez Martín | Arkéa-B&B Hotels          | + 34"      |
| 5è | Diego Ulissi              | UAE Team Emirates         | + 40"      |
| 6è | Finn Fisher-Black         | UAE Team Emirates         | + 44"      |
| 7è | Warren Barguil            | Team dsm-firmenich PostNL | + 1' 01"   |
| 8è | Mauri Vansevenant         | Soudal Quick-Step         | + 1' 06"   |
| 9è | Johannes Kulset           | Uno-X Mobility            | + 1' 10"   |
| 10è | Iván Cobo                 | Equipo Kern Pharma        | + 1' 13"   |

## Classificacions finals

### Classificació general
| \| Classificació general \| Classificació general \| Classificació general \| Classificació general \| Classificació general \| \| Corredor \| Corredor \| Equip \| Temps \| \| \| --------------------- \| ------------------------- \| ------------------------- \| --------------------- \| --------------------- \| \| 1r \| Adam Yates \| UAE Team Emirates \| 14h 22' 30" \| \| \| 2n \| Jan Hirt \| Soudal Quick-Step \| + 19" \| \| \| 3r \| Finn Fisher-Black \| UAE Team Emirates \| + 39" \| \| \| 4t \| Diego Ulissi \| UAE Team Emirates \| + 44" \| \| \| 5è \| Cristián Rodríguez Martín \| Arkéa-B&B Hotels \| + 54" \| \| \| 6è \| Warren Barguil \| Team dsm-firmenich PostNL \| + 1' 05" \| \| \| 7è \| Mauri Vansevenant \| Soudal Quick-Step \| + 1' 06" \| \| \| 8è \| Johannes Kulset \| Uno-X Mobility \| + 1' 27" \| \| \| 9è \| Iván Cobo \| Equipo Kern Pharma \| + 1' 30" \| \| \| 10è \| Alexy Faure Prost \| Intermarché-Wanty \| + 1' 33" \| \| |                           |                           |             |
| |                           |                           |             |
| Font: ProCyclingStats |                           |                           |             |
| Classificació general |                           |                           |             |
| Corredor | Corredor                  | Equip                     | Temps       |
| 1r | Adam Yates                | UAE Team Emirates         | 14h 22' 30" |
| 2n | Jan Hirt                  | Soudal Quick-Step         | + 19"       |
| 3r | Finn Fisher-Black         | UAE Team Emirates         | + 39"       |
| 4t | Diego Ulissi              | UAE Team Emirates         | + 44"       |
| 5è | Cristián Rodríguez Martín | Arkéa-B&B Hotels          | + 54"       |
| 6è | Warren Barguil            | Team dsm-firmenich PostNL | + 1' 05"    |
| 7è | Mauri Vansevenant         | Soudal Quick-Step         | + 1' 06"    |
| 8è | Johannes Kulset           | Uno-X Mobility            | + 1' 27"    |
| 9è | Iván Cobo                 | Equipo Kern Pharma        | + 1' 30"    |
| 10è | Alexy Faure Prost         | Intermarché-Wanty         | + 1' 33"    |

### Classificacions secundàries

#### Classificació per punts
| Classificació per punts | Classificació per punts | Classificació per punts | Classificació per punts | Classificació per punts |
| Corredor                | Corredor                | Equip                   | Punts                   |                         |
| ----------------------- | ----------------------- | ----------------------- | ----------------------- | ----------------------- |
| 1r                      | Finn Fisher-Black       | UAE Team Emirates       | 24 pts                  |                         |
| 2n                      | Luke Lamperti           | Soudal Quick-Step       | 24 pts                  |                         |
| 3r                      | Paul Magnier            | Soudal Quick-Step       | 21 pts                  |                         |
| 4t                      | Bryan Coquard           | Cofidis                 | 21 pts                  |                         |
| 5è                      | Adam Yates              | UAE Team Emirates       | 20 pts                  |                         |
| 6è                      | Amaury Capiot           | Arkéa-B&B Hotels        | 20 pts                  |                         |
| 7è                      | Diego Ulissi            | UAE Team Emirates       | 17 pts                  |                         |
| 8è                      | Roger Adrià Oliveras    | Bora-Hansgrohe          | 17 pts                  |                         |
| 9è                      | Caleb Ewan              | Team Jayco AlUla        | 15 pts                  |                         |
| 10è                     | Jan Hirt                | Soudal Quick-Step       | 12 pts                  |                         |

#### Classificació dels joves
| Classificació del millor jove | Classificació del millor jove | Classificació del millor jove | Classificació del millor jove | Classificació del millor jove |
| Corredor                      | Corredor                      | Equip                         | Temps                         |                               |
| ----------------------------- | ----------------------------- | ----------------------------- | ----------------------------- | ----------------------------- |
| 1r                            | Finn Fisher-Black             | UAE Team Emirates             | 14h 23' 09"                   |                               |
| 2n                            | Mauri Vansevenant             | Soudal Quick-Step             | + 37"                         |                               |
| 3r                            | Johannes Kulset               | Uno-X Mobility                | + 48"                         |                               |
| 4t                            | Iván Cobo                     | Equipo Kern Pharma            | + 51"                         |                               |
| 5è                            | Alexy Faure Prost             | Intermarché-Wanty             | + 54"                         |                               |

#### Classificació per equips
| Classificació per equips | Classificació per equips | Classificació per equips | Classificació per equips |
| Equip                    | Equip                    | Temps                    |                          |
| ------------------------ | ------------------------ | ------------------------ | ------------------------ |
| 1r                       | UAE Team Emirates        | 43h 09' 22"              |                          |
| 2n                       | Soudal Quick-Step        | + 1' 30"                 |                          |
| 3r                       | Intermarché-Wanty        | + 2' 38"                 |                          |
| 4t                       | Arkéa-B&B Hotels         | + 3' 23"                 |                          |
| 5è                       | Bora-Hansgrohe           | + 4' 14"                 |                          |

## Evolució de les classificacions
| Etapes             | Vencedor           | Classificació general | Classificació per punts | Classificació dels joves | Classificació de la combativitat | Classificació par equips |
| ------------------ | ------------------ | --------------------- | ----------------------- | ------------------------ | -------------------------------- | ------------------------ |
| 1                  | Caleb Ewan         | Caleb Ewan            | Caleb Ewan              | Gleb Syritsa             | Polychrónis Tzortzákis           | Burgos-BH                |
| 2                  | Finn Fisher-Black  | Finn Fisher-Black     | Finn Fisher-Black       | Finn Fisher-Black        | Óscar Pelegrí                    | UAE Team Emirates        |
| 3                  | Paul Magnier       | Luke Lamperti         | Luke Lamperti           | Luke Lamperti            | Óscar Pelegrí                    | UAE Team Emirates        |
| 4                  | Amaury Capiot      | Finn Fisher-Black     | Luke Lamperti           | Finn Fisher-Black        | Óscar Pelegrí                    | UAE Team Emirates        |
| 5                  | Adam Yates         | Adam Yates            | Finn Fisher-Black       | Finn Fisher-Black        | Óscar Pelegrí                    | UAE Team Emirates        |
| Classements finals | Classements finals | Adam Yates            | Finn Fisher-Black       | Finn Fisher-Black        | Óscar Pelegrí                    | UAE Team Emirates        |

## Llista de participants
| UAE Team Emirates UAD | UAE Team Emirates UAD      | UAE Team Emirates UAD |
| --------------------- | -------------------------- | --------------------- |
| Núm                   | Ciclista                   | Pos                   |
| 1                     | Adam Yates (GBR)           | 1r                    |
| 2                     | Abdulla Al Hammadi (UAE)   | 107è                  |
| 3                     | Mohammad Al Mutaiwei (UAE) | 109è                  |
| 4                     | Finn Fisher-Black (NZL)    | 3r                    |
| 5                     | Álvaro Hodeg Chagui (COL)  | 104è                  |
| 6                     | Vegard Stake Laengen (NOR) | 70è                   |
| 7                     | Diego Ulissi (ITA)         | 4t                    |

| Soudal Quick-Step SOQ | Soudal Quick-Step SOQ   | Soudal Quick-Step SOQ |
| --------------------- | ----------------------- | --------------------- |
| Núm                   | Ciclista                | Pos                   |
| 11                    | Mauri Vansevenant (BEL) | 7è                    |
| 12                    | Jan Hirt (CZE)          | 2n                    |
| 13                    | Gil Gelders (BEL)       | 49è                   |
| 14                    | Antoine Huby (FRA)      | 48è                   |
| 15                    | Luke Lamperti (USA)     | 43è                   |
| 16                    | Paul Magnier (FRA)      | 73è                   |
| 17                    | Fausto Masnada (ITA)    | 16è                   |

| Intermarché-Wanty IWA | Intermarché-Wanty IWA                | Intermarché-Wanty IWA |
| --------------------- | ------------------------------------ | --------------------- |
| Núm                   | Ciclista                             | Pos                   |
| 21                    | Louis Meintjes (RSA)                 | 18è                   |
| 22                    | Huub Artz (NED)                      | 38è                   |
| 23                    | Francesco Busatto (ITA)              | 34è                   |
| 24                    | Dries De Pooter (BEL)                | 44è                   |
| 25                    | Alexy Faure Prost (FRA)              | 10è                   |
| 26                    | Lorenzo Rota (ITA)                   | 23è                   |
| 27                    | Roel Daan van Sintmaartensdijk (NED) | 84è                   |

| Cofidis COF | Cofidis COF                | Cofidis COF |
| ----------- | -------------------------- | ----------- |
| Núm         | Ciclista                   | Pos         |
| 31          | Bryan Coquard (FRA)        | 54è         |
| 32          | Nicolas Debeaumarché (FRA) | 81è         |
| 33          | Aimé De Gendt (BEL)        | 65è         |
| 34          | Kenny Elissonde (FRA)      | 15è         |
| 35          | Jesús Herrada López (ESP)  | 47è         |
| 36          | Nolann Mahoudo (FRA)       | NP-1        |
| 37          | Hugo Toumire (FRA)         | 53è         |

| Arkéa-B&B Hotels ARK | Arkéa-B&B Hotels ARK            | Arkéa-B&B Hotels ARK |
| -------------------- | ------------------------------- | -------------------- |
| Núm                  | Ciclista                        | Pos                  |
| 41                   | Amaury Capiot (BEL)             | 62è                  |
| 42                   | Florian Dauphin (FRA)           | 87è                  |
| 43                   | Élie Gesbert (FRA)              | 78è                  |
| 44                   | Cristián Rodríguez Martín (ESP) | 5è                   |
| 45                   | Embret Svestad-Bårdseng (NOR)   | 20è                  |
| 46                   | Alessandro Verre (ITA)          | 13è                  |

| Bora-Hansgrohe BOH | Bora-Hansgrohe BOH            | Bora-Hansgrohe BOH |
| ------------------ | ----------------------------- | ------------------ |
| Núm                | Ciclista                      | Pos                |
| 51                 | Emanuel Buchmann (GER) (ruta) | 17è                |
| 52                 | Roger Adrià Oliveras (ESP)    | 27è                |
| 53                 | Cesare Benedetti (POL)        | 66è                |
| 54                 | Emil Herzog (GER)             | 19è                |
| 55                 | Luis-Joe Lührs (GER)          | 59è                |
| 56                 | Anton Palzer (GER)            | 26è                |
| 57                 | Ben Zwiehoff (GER)            | 11è                |

| Lotto Dstny LTD | Lotto Dstny LTD          | Lotto Dstny LTD |
| --------------- | ------------------------ | --------------- |
| Núm             | Ciclista                 | Pos             |
| 61              | Johannes Adamietz (GER)  | 37è             |
| 62              | Jenno Berckmoes (BEL)    | 12è             |
| 63              | Thomas De Gendt (BEL)    | 63è             |
| 64              | Arjen Livyns (BEL)       | 33è             |
| 65              | Lionel Taminiaux (BEL)   | 71è             |
| 66              | Henri Vandenabeele (BEL) | 82è             |
| 67              | Harm Vanhoucke (BEL)     | NP-2            |

| Team dsm-firmenich PostNL DFP | Team dsm-firmenich PostNL DFP | Team dsm-firmenich PostNL DFP |
| ----------------------------- | ----------------------------- | ----------------------------- |
| Núm                           | Ciclista                      | Pos                           |
| 71                            | Warren Barguil (FRA)          | 6è                            |
| 72                            | Tobias Lund Andresen (DEN)    | 69è                           |
| 73                            | Fabio Jakobsen (NED)          | 108è                          |
| 74                            | Tim Naberman (NED)            | 95è                           |
| 75                            | Timo Roosen (NED)             | 72è                           |
| 76                            | Julius van den Berg (NED)     | 90è                           |
| 77                            | Frank van den Broek (NED)     | 40è                           |

| Burgos-BH BBH | Burgos-BH BBH                      | Burgos-BH BBH |
| ------------- | ---------------------------------- | ------------- |
| Núm           | Ciclista                           | Pos           |
| 81            | Jambaljamts Sainbayar (MGL) (ruta) | 35è           |
| 82            | Rodrigo Álvarez (ESP)              | 92è           |
| 83            | Mario Aparicio (ESP)               | 25è           |
| 84            | David Delgado Higueruelo (ESP)     | 50è           |
| 85            | Alejandro Franco (ESP)             | 46è           |
| 86            | Ángel Fuentes (ESP)                | 77è           |
| 87            | Óscar Pelegrí (ESP)                | 91è           |

| Team Jayco AlUla JAY | Team Jayco AlUla JAY   | Team Jayco AlUla JAY |
| -------------------- | ---------------------- | -------------------- |
| Núm                  | Ciclista               | Pos                  |
| 91                   | Caleb Ewan (AUS)       | 76è                  |
| 92                   | Luke Durbridge (AUS)   | 51è                  |
| 93                   | Davide De Pretto (ITA) | 30è                  |
| 94                   | Blake Quick (AUS)      | 86è                  |
| 95                   | Campbell Stewart (NZL) | 67è                  |
| 96                   | Max Walscheid (GER)    | 80è                  |

| Uno-X Mobility UXM | Uno-X Mobility UXM       | Uno-X Mobility UXM |
| ------------------ | ------------------------ | ------------------ |
| Núm                | Ciclista                 | Pos                |
| 101                | Alexander Kristoff (NOR) | 39è                |
| 102                | Idar Andersen (NOR)      | NP-5               |
| 103                | Stian Fredheim (NOR)     | 89è                |
| 104                | Tord Gudmestad (NOR)     | 68è                |
| 105                | Johannes Kulset (NOR)    | 8è                 |
| 106                | William Blume Levy (DEN) | 45è                |
| 107                | Rasmus Bøgh Wallin (DEN) | 94è                |

| Astana Qazaqstan Team AST | Astana Qazaqstan Team AST | Astana Qazaqstan Team AST |
| ------------------------- | ------------------------- | ------------------------- |
| Núm                       | Ciclista                  | Pos                       |
| 111                       | Anthon Charmig (DEN)      | 29è                       |
| 112                       | Ievgueni Guiditx (KAZ)    | 97è                       |
| 113                       | Savelii Laptev            | 58è                       |
| 114                       | Ide Schelling (NED)       | 52è                       |
| 115                       | Gleb Syrica               | 83è                       |
| 116                       | Davide Toneatti (ITA)     | 60è                       |
| 117                       | Nicolas Vinokourov (KAZ)  | 57è                       |

| Equipo Kern Pharma EKP | Equipo Kern Pharma EKP       | Equipo Kern Pharma EKP |
| ---------------------- | ---------------------------- | ---------------------- |
| Núm                    | Ciclista                     | Pos                    |
| 121                    | Iván Cobo (ESP)              | 9è                     |
| 122                    | Unai Aznar (ESP)             | 85è                    |
| 123                    | Marc Brustenga Masagué (ESP) | NP-3                   |
| 124                    | Carlos García Pierna (ESP)   | 36è                    |
| 125                    | Unai Iribar (ESP)            | 28è                    |
| 126                    | Mikel Retegi (ESP)           | 55è                    |
| 127                    | Danny van der Tuuk (POL)     | 74è                    |

| JCLTeam Ukyo JCL | JCLTeam Ukyo JCL             | JCLTeam Ukyo JCL |
| ---------------- | ---------------------------- | ---------------- |
| Núm              | Ciclista                     | Pos              |
| 131              | Masaki Yamamoto (JPN) (ruta) | 31è              |
| 132              | Giovanni Carboni (ITA)       | 32è              |
| 133              | Nathan Earle (AUS)           | 14è              |
| 134              | Manabu Ishibashi (JPN)       | 106è             |
| 135              | Matteo Malucelli (ITA)       | 98è              |
| 136              | Nariyuki Masuda (JPN)        | 56è              |
| 137              | Thomas Pesenti (ITA)         | 22è              |

| Terengganu Cycling Team TSG | Terengganu Cycling Team TSG         | Terengganu Cycling Team TSG |
| --------------------------- | ----------------------------------- | --------------------------- |
| Núm                         | Ciclista                            | Pos                         |
| 141                         | Merhawi Kudus (ERI)                 | 21è                         |
| 142                         | Aiman Cahyadi (INA)                 | 79è                         |
| 143                         | Jesse Ewart (IRL)                   | 41è                         |
| 144                         | Wan Abdul Rahman Hamdan (MAS)       | NP-2                        |
| 145                         | Irwandie Lakasek (MAS)              | 102è                        |
| 146                         | Nur Amirul Fakhruddin Marzuki (MAS) | 99è                         |
| 147                         | Andreas Miltiadis (CYP)             | 75è                         |

| Oman OMA | Oman OMA                | Oman OMA |
| -------- | ----------------------- | -------- |
| Núm      | Ciclista                | Pos      |
| 151      | Mohamed Al Wahibi       | 100è     |
| 152      | Saif Al Aamri           | 111è     |
| 153      | Abdullah Al-Gheilani    | 112è     |
| 154      | Munther Al Hsani        | 103è     |
| 155      | Said Al Rahbi           | 93è      |
| 156      | Mazin Al Riyami         | 96è      |
| 157      | Abdul Rahman Al Yacoubi | 110è     |

| Roojai Insurance ROI | Roojai Insurance ROI         | Roojai Insurance ROI |
| -------------------- | ---------------------------- | -------------------- |
| Núm                  | Ciclista                     | Pos                  |
| 161                  | Batsaikhan Tegshbayar (MGL)  | 64è                  |
| 162                  | Carter Bettles (AUS)         | 42è                  |
| 163                  | Lucas Carstensen (GER)       | 88è                  |
| 164                  | Patompob Phonarjthan (THA)   | 105è                 |
| 165                  | Ariya Phounsavath            | 61è                  |
| 166                  | Polikhronis Tzortzakis (GRE) | 101è                 |
| 167                  | Adne van Engelen (NED)       | 24è                  |

| UAE Team Emirates UAD | UAE Team Emirates UAD      | UAE Team Emirates UAD |
| --------------------- | -------------------------- | --------------------- |
| Núm                   | Ciclista                   | Pos                   |
| 1                     | Adam Yates (GBR)           | 1r                    |
| 2                     | Abdulla Al Hammadi (UAE)   | 107è                  |
| 3                     | Mohammad Al Mutaiwei (UAE) | 109è                  |
| 4                     | Finn Fisher-Black (NZL)    | 3r                    |
| 5                     | Álvaro Hodeg Chagui (COL)  | 104è                  |
| 6                     | Vegard Stake Laengen (NOR) | 70è                   |
| 7                     | Diego Ulissi (ITA)         | 4t                    |

| Soudal Quick-Step SOQ | Soudal Quick-Step SOQ   | Soudal Quick-Step SOQ |
| --------------------- | ----------------------- | --------------------- |
| Núm                   | Ciclista                | Pos                   |
| 11                    | Mauri Vansevenant (BEL) | 7è                    |
| 12                    | Jan Hirt (CZE)          | 2n                    |
| 13                    | Gil Gelders (BEL)       | 49è                   |
| 14                    | Antoine Huby (FRA)      | 48è                   |
| 15                    | Luke Lamperti (USA)     | 43è                   |
| 16                    | Paul Magnier (FRA)      | 73è                   |
| 17                    | Fausto Masnada (ITA)    | 16è                   |

| Intermarché-Wanty IWA | Intermarché-Wanty IWA                | Intermarché-Wanty IWA |
| --------------------- | ------------------------------------ | --------------------- |
| Núm                   | Ciclista                             | Pos                   |
| 21                    | Louis Meintjes (RSA)                 | 18è                   |
| 22                    | Huub Artz (NED)                      | 38è                   |
| 23                    | Francesco Busatto (ITA)              | 34è                   |
| 24                    | Dries De Pooter (BEL)                | 44è                   |
| 25                    | Alexy Faure Prost (FRA)              | 10è                   |
| 26                    | Lorenzo Rota (ITA)                   | 23è                   |
| 27                    | Roel Daan van Sintmaartensdijk (NED) | 84è                   |

| Cofidis COF | Cofidis COF                | Cofidis COF |
| ----------- | -------------------------- | ----------- |
| Núm         | Ciclista                   | Pos         |
| 31          | Bryan Coquard (FRA)        | 54è         |
| 32          | Nicolas Debeaumarché (FRA) | 81è         |
| 33          | Aimé De Gendt (BEL)        | 65è         |
| 34          | Kenny Elissonde (FRA)      | 15è         |
| 35          | Jesús Herrada López (ESP)  | 47è         |
| 36          | Nolann Mahoudo (FRA)       | NP-1        |
| 37          | Hugo Toumire (FRA)         | 53è         |

| Arkéa-B&B Hotels ARK | Arkéa-B&B Hotels ARK            | Arkéa-B&B Hotels ARK |
| -------------------- | ------------------------------- | -------------------- |
| Núm                  | Ciclista                        | Pos                  |
| 41                   | Amaury Capiot (BEL)             | 62è                  |
| 42                   | Florian Dauphin (FRA)           | 87è                  |
| 43                   | Élie Gesbert (FRA)              | 78è                  |
| 44                   | Cristián Rodríguez Martín (ESP) | 5è                   |
| 45                   | Embret Svestad-Bårdseng (NOR)   | 20è                  |
| 46                   | Alessandro Verre (ITA)          | 13è                  |

| Bora-Hansgrohe BOH | Bora-Hansgrohe BOH            | Bora-Hansgrohe BOH |
| ------------------ | ----------------------------- | ------------------ |
| Núm                | Ciclista                      | Pos                |
| 51                 | Emanuel Buchmann (GER) (ruta) | 17è                |
| 52                 | Roger Adrià Oliveras (ESP)    | 27è                |
| 53                 | Cesare Benedetti (POL)        | 66è                |
| 54                 | Emil Herzog (GER)             | 19è                |
| 55                 | Luis-Joe Lührs (GER)          | 59è                |
| 56                 | Anton Palzer (GER)            | 26è                |
| 57                 | Ben Zwiehoff (GER)            | 11è                |

| Lotto Dstny LTD | Lotto Dstny LTD          | Lotto Dstny LTD |
| --------------- | ------------------------ | --------------- |
| Núm             | Ciclista                 | Pos             |
| 61              | Johannes Adamietz (GER)  | 37è             |
| 62              | Jenno Berckmoes (BEL)    | 12è             |
| 63              | Thomas De Gendt (BEL)    | 63è             |
| 64              | Arjen Livyns (BEL)       | 33è             |
| 65              | Lionel Taminiaux (BEL)   | 71è             |
| 66              | Henri Vandenabeele (BEL) | 82è             |
| 67              | Harm Vanhoucke (BEL)     | NP-2            |

| Team dsm-firmenich PostNL DFP | Team dsm-firmenich PostNL DFP | Team dsm-firmenich PostNL DFP |
| ----------------------------- | ----------------------------- | ----------------------------- |
| Núm                           | Ciclista                      | Pos                           |
| 71                            | Warren Barguil (FRA)          | 6è                            |
| 72                            | Tobias Lund Andresen (DEN)    | 69è                           |
| 73                            | Fabio Jakobsen (NED)          | 108è                          |
| 74                            | Tim Naberman (NED)            | 95è                           |
| 75                            | Timo Roosen (NED)             | 72è                           |
| 76                            | Julius van den Berg (NED)     | 90è                           |
| 77                            | Frank van den Broek (NED)     | 40è                           |

| Burgos-BH BBH | Burgos-BH BBH                      | Burgos-BH BBH |
| ------------- | ---------------------------------- | ------------- |
| Núm           | Ciclista                           | Pos           |
| 81            | Jambaljamts Sainbayar (MGL) (ruta) | 35è           |
| 82            | Rodrigo Álvarez (ESP)              | 92è           |
| 83            | Mario Aparicio (ESP)               | 25è           |
| 84            | David Delgado Higueruelo (ESP)     | 50è           |
| 85            | Alejandro Franco (ESP)             | 46è           |
| 86            | Ángel Fuentes (ESP)                | 77è           |
| 87            | Óscar Pelegrí (ESP)                | 91è           |

| Team Jayco AlUla JAY | Team Jayco AlUla JAY   | Team Jayco AlUla JAY |
| -------------------- | ---------------------- | -------------------- |
| Núm                  | Ciclista               | Pos                  |
| 91                   | Caleb Ewan (AUS)       | 76è                  |
| 92                   | Luke Durbridge (AUS)   | 51è                  |
| 93                   | Davide De Pretto (ITA) | 30è                  |
| 94                   | Blake Quick (AUS)      | 86è                  |
| 95                   | Campbell Stewart (NZL) | 67è                  |
| 96                   | Max Walscheid (GER)    | 80è                  |

| Uno-X Mobility UXM | Uno-X Mobility UXM       | Uno-X Mobility UXM |
| ------------------ | ------------------------ | ------------------ |
| Núm                | Ciclista                 | Pos                |
| 101                | Alexander Kristoff (NOR) | 39è                |
| 102                | Idar Andersen (NOR)      | NP-5               |
| 103                | Stian Fredheim (NOR)     | 89è                |
| 104                | Tord Gudmestad (NOR)     | 68è                |
| 105                | Johannes Kulset (NOR)    | 8è                 |
| 106                | William Blume Levy (DEN) | 45è                |
| 107                | Rasmus Bøgh Wallin (DEN) | 94è                |

| Astana Qazaqstan Team AST | Astana Qazaqstan Team AST | Astana Qazaqstan Team AST |
| ------------------------- | ------------------------- | ------------------------- |
| Núm                       | Ciclista                  | Pos                       |
| 111                       | Anthon Charmig (DEN)      | 29è                       |
| 112                       | Ievgueni Guiditx (KAZ)    | 97è                       |
| 113                       | Savelii Laptev            | 58è                       |
| 114                       | Ide Schelling (NED)       | 52è                       |
| 115                       | Gleb Syrica               | 83è                       |
| 116                       | Davide Toneatti (ITA)     | 60è                       |
| 117                       | Nicolas Vinokourov (KAZ)  | 57è                       |

| Equipo Kern Pharma EKP | Equipo Kern Pharma EKP       | Equipo Kern Pharma EKP |
| ---------------------- | ---------------------------- | ---------------------- |
| Núm                    | Ciclista                     | Pos                    |
| 121                    | Iván Cobo (ESP)              | 9è                     |
| 122                    | Unai Aznar (ESP)             | 85è                    |
| 123                    | Marc Brustenga Masagué (ESP) | NP-3                   |
| 124                    | Carlos García Pierna (ESP)   | 36è                    |
| 125                    | Unai Iribar (ESP)            | 28è                    |
| 126                    | Mikel Retegi (ESP)           | 55è                    |
| 127                    | Danny van der Tuuk (POL)     | 74è                    |

| JCLTeam Ukyo JCL | JCLTeam Ukyo JCL             | JCLTeam Ukyo JCL |
| ---------------- | ---------------------------- | ---------------- |
| Núm              | Ciclista                     | Pos              |
| 131              | Masaki Yamamoto (JPN) (ruta) | 31è              |
| 132              | Giovanni Carboni (ITA)       | 32è              |
| 133              | Nathan Earle (AUS)           | 14è              |
| 134              | Manabu Ishibashi (JPN)       | 106è             |
| 135              | Matteo Malucelli (ITA)       | 98è              |
| 136              | Nariyuki Masuda (JPN)        | 56è              |
| 137              | Thomas Pesenti (ITA)         | 22è              |

| Terengganu Cycling Team TSG | Terengganu Cycling Team TSG         | Terengganu Cycling Team TSG |
| --------------------------- | ----------------------------------- | --------------------------- |
| Núm                         | Ciclista                            | Pos                         |
| 141                         | Merhawi Kudus (ERI)                 | 21è                         |
| 142                         | Aiman Cahyadi (INA)                 | 79è                         |
| 143                         | Jesse Ewart (IRL)                   | 41è                         |
| 144                         | Wan Abdul Rahman Hamdan (MAS)       | NP-2                        |
| 145                         | Irwandie Lakasek (MAS)              | 102è                        |
| 146                         | Nur Amirul Fakhruddin Marzuki (MAS) | 99è                         |
| 147                         | Andreas Miltiadis (CYP)             | 75è                         |

| Oman OMA | Oman OMA                | Oman OMA |
| -------- | ----------------------- | -------- |
| Núm      | Ciclista                | Pos      |
| 151      | Mohamed Al Wahibi       | 100è     |
| 152      | Saif Al Aamri           | 111è     |
| 153      | Abdullah Al-Gheilani    | 112è     |
| 154      | Munther Al Hsani        | 103è     |
| 155      | Said Al Rahbi           | 93è      |
| 156      | Mazin Al Riyami         | 96è      |
| 157      | Abdul Rahman Al Yacoubi | 110è     |

| Roojai Insurance ROI | Roojai Insurance ROI         | Roojai Insurance ROI |
| -------------------- | ---------------------------- | -------------------- |
| Núm                  | Ciclista                     | Pos                  |
| 161                  | Batsaikhan Tegshbayar (MGL)  | 64è                  |
| 162                  | Carter Bettles (AUS)         | 42è                  |
| 163                  | Lucas Carstensen (GER)       | 88è                  |
| 164                  | Patompob Phonarjthan (THA)   | 105è                 |
| 165                  | Ariya Phounsavath            | 61è                  |
| 166                  | Polikhronis Tzortzakis (GRE) | 101è                 |
| 167                  | Adne van Engelen (NED)       | 24è                  |